# Cautionnement en droit français
Le cautionnement est un contrat de droit français, par lequel une personne nommée caution ou cofidéjusseur s'oblige envers le créancier à payer la dette du débiteur en cas de défaillance de celui-ci. Le cautionnement est un accessoire de la dette principale.
Il s'agit d'une sûreté personnelle ayant pour objet d'enjoindre au débiteur principal un ou plusieurs débiteurs, par oppositions aux sûretés réelles, qui ont pour objet d'affecter spécialement un ou plusieurs biens au paiement de la dette.
L'ordonnance n° 2021-1192 du 15 septembre 2021, dont les dispositions entrent en vigueur le 1er janvier 2022, a remanié le droit du cautionnement, elle a en particulier inséré tout le droit du cautionnement, précédemment éparpillé, dans le Code civil.

## Formation du cautionnement
La formation du contrat de cautionnement requiert les conditions de validité des contrats de droit commun : le consentement des parties, leur capacité à contracter et un objet du contrat licite et certain.

### Consentement de la caution
Le cautionnement est un contrat solennel. Il nécessite, à peine de nullité, une manifestation de volonté expresse.
À peine de nullité de son engagement, la caution personne physique appose elle-même la mention qu'elle s'engage en qualité de caution à payer au créancier ce que lui doit le débiteur en cas de défaillance de celui-ci, dans la limite d'un montant en principal et accessoires exprimés en toutes lettres et en chiffres. En cas de différence, le cautionnement vaut pour la somme écrite en toutes lettres.

### Capacité des parties à contracter
La caution doit avoir la capacité de contracter.
S'agissant des mineurs ou majeurs en tutelle, le tuteur ne peut, même avec autorisation, constituer aucune sûreté pour garantir la dette d'un tiers.

### Objet du contrat de cautionnement
Le cautionnement ne peut porter que sur une obligation valable.
Le cautionnement peut porter sur une ou plusieurs obligations, présentes ou futures, déterminées ou déterminables. L'obligation peut avoir pour objet une dette contractuelle, une dette délictuelle ou bien une dette quasi-délictuelle.

## Effets du cautionnement
Le cautionnement produit ses effets aussi bien dans les rapports entre la caution et le créancier, que dans les rapports entre la caution et le débiteur, ou encore dans les rapports entre les cautions.